# Joseph Boczov
Joseph Boczov (n. 3 august 1905, Batiz, România – d. 21 februarie 1944, Suresnes, Seine, Franța), cunoscut și sub numele de Ferenc Wolff sau Francisc Wolf, a fost un inginer chimist român de origine evreiască și luptător în rezistența franceză, FTP-MOI. În 1942, Boczov a fondat și condus al patrulea detașament, numit „dérailleurs”, specializat în deraierea⁠(d) trenurilor. Ca specialist în explozibil, Boczov a participat la operațiuni militare în timpul Războiului Civil Spaniol. A fost executat în 1944 de germani, după un proces public în Paris, în cadrul Grupului Manouchian.

## Biografie

### Viața timpurie și educație
Boczov s-a născut într-o familie evreiască maghiară în Baia Sprie. În 1918, Transilvania a devenit parte a României. A studiat științele și matematica, iar la facultate a urmat ingineria chimică. În tinerețe, s-a înscris în Partidul Comunist Român.

### Războiul
La vârsta de 23 de ani, Boczov a plecat pe jos din orașul său natal pentru a lupta în Spania în cadrul Brigăzilor Internaționale⁠(d). A petrecut șase luni pe drumuri și în închisori înainte de a ajunge la destinația sa. După înfrângerea Republicii Spaniole și refugierea sa în Franța, Boczov și alți camarazi au fost arestați. Ca apatrid, deoarece, la fel ca altor evrei români, i-a fost retrasă cetățenia de Guvernul Octavian Goga, a fost deportat în Germania.

### Al Doilea Război Mondial
Ajuns la Paris în anii 1930, Boczov a intrat în contact cu mulți alți unguri. După ocuparea Franței de Germania Nazistă, cunoscând atât româna, cât și maghiara, a devenit liderul primului detașament al FTP-Immigrés, compus din unguri și români. A organizat primul atac cu grenade asupra gării din Belleville⁠(d). Detașamentul său s-a specializat în deraierea trenurilor SS și Wehrmacht, perfecționându-și tehnicile pe măsură ce supravegherea germană s-a intensificat. A fost liderul detașamentului 4, responsabil cu sabotajul liniilor feroviare folosite de armata germană.
Pe 24 septembrie 1943, Boczov a intrat în clandestinitate, fiind urmărit de Brigăzile Speciale ale Renseignements généraux. A folosit diferite adrese din Paris și, pe 21 octombrie 1943, a dus o misiune de deraiere a unui convoi german, dar a fost capturat pe 27 noiembrie 1943. Acuzat de 20 de atacuri, a fost judecat într-un proces public al Grupului Manouchian. A fost executat la fortul Mont Valérien pe 21 februarie 1944, alături de alți 21 de membri ai grupului.

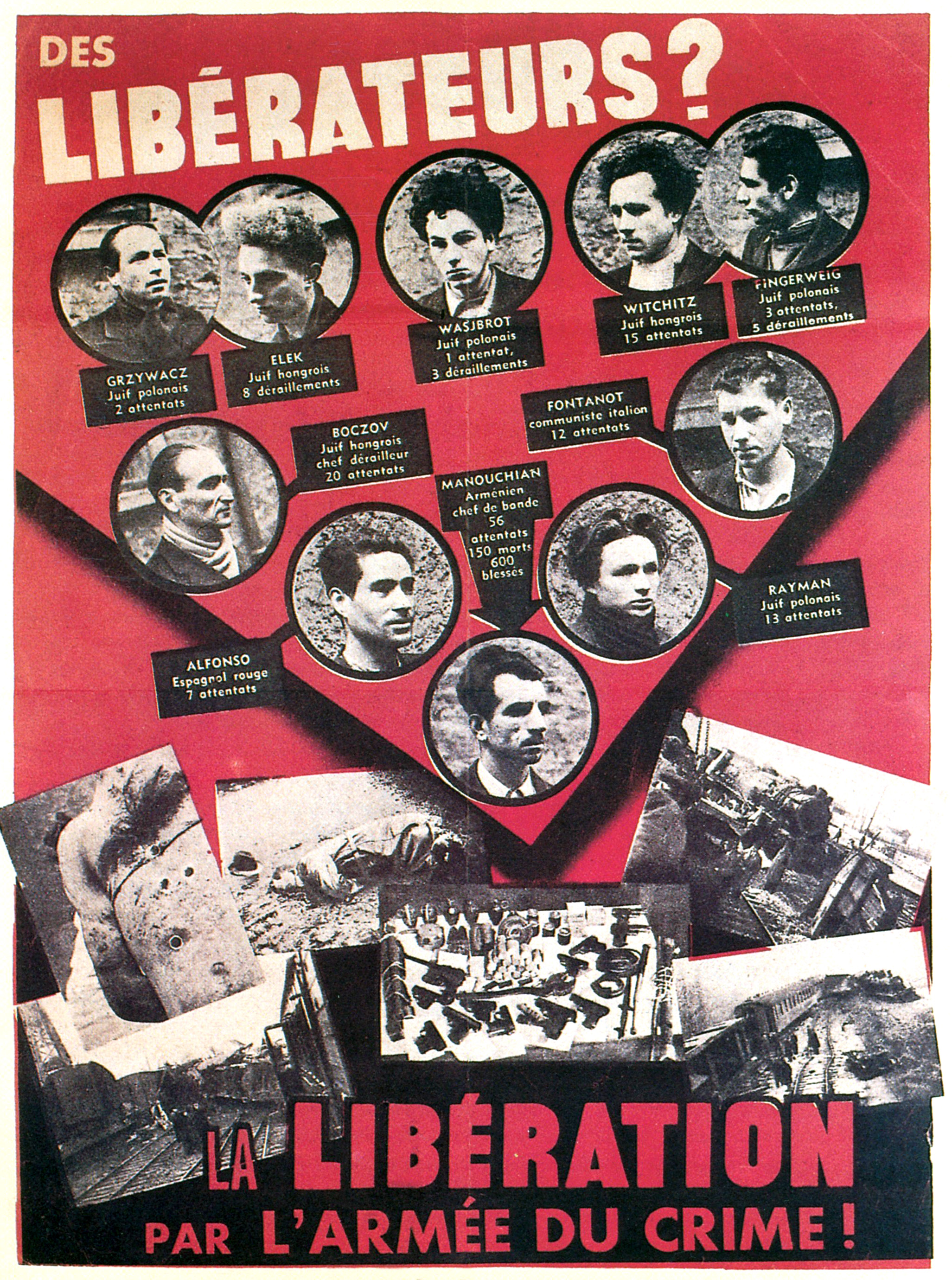
Afișul roșu

Boczov a fost unul dintre cei zece membri ai Grupului Manouchian, ale căror nume și fotografii au fost afișate pe placheta de propagandă nazistă Affiche rouge, unde era trecut ca „evreu maghiar”.